# Palaiochóra (ort i Grekland, Chalkidike)
Palaiochóra (Palaiochora) är en ort i Grekland.   Den ligger i prefekturen Chalkidike och regionen Mellersta Makedonien, i den nordöstra delen av landet, 280 km norr om huvudstaden Aten. Palaiochóra ligger 377 meter över havet och antalet invånare är 806.
Terrängen runt Palaiochóra är kuperad söderut, men norrut är den platt. Runt Palaiochóra är det ganska glesbefolkat, med 21 invånare per kvadratkilometer. Närmaste större samhälle är Polýgyros, 13,8 km söder om Palaiochóra. I omgivningarna runt Palaiochóra växer i huvudsak blandskog.